# Reactivo de Melzer
El reactivo de Melzer es un reactivo químico usado por micólogos para ayudar en la identificación de hongos.
El reactivo es una solución acuosa de hidrato de cloral, yoduro de potasio y yodo. La fórmula contiene de 2,50 a 3,75% de yoduro de potasio y de 0,75 a 1,25% de yodo, con una solución de 50% agua y 50% de hidrato de cloral. Es tóxico para los humanos si es ingerido debido a la presencia de yodo e hidrato de cloral.
El uso de soluciones que contienen yodo para describir e identificar hongos se remonta al siglo XIX. La primera descripción del reactivo de Melzer fue en 1924 y toma su nombre de su inventor el micólogo checo Václav Melzer, quien modificó una solución IKI de hidrato de cloral desarrollada previamente por el botánico Arthur Meyer.